# Bröderna Grimm (film)
Bröderna Grimm är en fantasy-äventyrsfilm från 2005 i regi av Terry Gilliam. Filmen hade biopremiär i Sverige den 14 oktober 2005.

## Handling
Filmen utspelar sig i Tyskland i början av 1800-talet. Bröderna Jake och Will Grimm försörjer sig genom att skydda godtrogna mot icke-existerande troll, drakar och annat magiskt.

## Rollista
- Heath Ledger – Jake Grimm
- Matt Damon – Will Grimm
- Jonathan Pryce – Delatombe
- Lena Headey – Angelika
- Peter Stormare – Mercurio Cavaldi
- Monica Bellucci – Drottning